# فونتانا (كاليفورنيا)
فونتانا (بالإنجليزية: Fontana )‏ هي إحدى مدن مقاطعة سان بيرناردينو، كاليفورنيا. تم إعطاءها لقب مدينة في 25 يونيو، 1952، أسسها أزاريل بلانشارد ميلر في عام 1913 ،  وظلت ريفية بشكل أساسي حتى الحرب العالمية الثانية ، عندما قام رجل الأعمال هنري جون كايزر ببناء مصنع كبير للفولاذ في المنطقة. وهي الآن مركز إقليمي لصناعة ادوات النقل بالشاحنات، حيث يمر الطريق السريع 10 والطريق الحكومي 210 بالمدينة من الشرق إلى الغرب، ويمر الطريق السريع 15 قطريًا عبر الربع الشمالي الغربي.
وهي موطن لأكبر مكتبات نظام مقاطعة سان بيرناردينو، كا بوجد مسرح تاريخي تم تجديده، وحديقة بلدية، وطريق سباق السيارات Auto Club في موقع Kaiser Steel Mill. تستضيف فونتانا أيضًا مهرجان Fontana Days Half Marathon و سباق 5 K. وهو أسرع نصف دورة ماراثون في العالم. 

## التسمية
اسم فونتانا يعود لكلمة إيطالية يقصد بها النافورة أو مصدر المياه، تقع المدينة بالقرب من نهر سانتا آنا إلى الشرق.

## الاقتصاد
يبرز اقتصاد فونتانا الحالي إلى حد كبير بالاستخدامات الصناعية، وخاصة الصناعات القائمة على النقل بالشاحنات. يساعد التمويل العام في الحد من التلوث المرتبط بالتأثيرات على المجتمع. تضم المدينة العديد من وكلاء الشاحنات ومراكز بيع المعدات الصناعية الأخرى، مثلها مثل جارتي أونتاريو ورانشو كوكامونجا، والعديد من مراكز توزيع المنتجات لشركات مثل تويوتا و تارغيت و مرسيدس بينز و غيرها. تعد المدينة أيضًا موطنًا للعديد من الشركات المصنعة الصغيرة لمواد البناء وغيرها من المنتجات المستخدمة محليًا، والعديد من وكلاء السيارات الصغيرة وساحات الإنقاذ.يوجد بالمدينة أيضًا العديد من مراكز التسوق المحلية. تضم المدينة أيضًا قطاعًا تجاريًا للتقسيم إلى جانب العديد من الطرق والشوارع الرئيسية. 

## تعداد السكان
قدّر مكتب إحصاء الولايات المتحدة عدد سكان فونتانا عام 2017 بـ 211,815 ، مما يجعلها ثاني أكبر مدينة من حيث عدد السكان في مقاطعة سان بيرناردينو و 19 في الولاية.  وأفاد تعداد الولايات المتحدة أن عدد سكان فونتانا بلغ 196.069 نسمة لعام 2010. 

## المناخ
كثيرا ما تتأثر المدينة برياح سانتا آنا القوية والساخنة والجافة وهي تهب عبر ممر كاجون القريب من جبال سان غابرييل من صحراء موهافي. يمكن أن يكون فونتانا حارًا جدًا في الصيف، أكثر من 100 درجة فهرنهايت. 

## أعلام
- توري إدواردس
- أل ويلسون
- جاي إيرا كورتني
- إليس بورتون
- شانون بوكس
- موريس إديو
- بيل فاجيرباك
- ترافيس باركر
- غريغ مور
- ماكسين ميتشيل